# Рідбергів атом
Рі́дбергів а́том — атом, збуджений до квантового стану з великим значенням головного квантового числа {\displaystyle n}. Такі атоми мають дуже великі радіуси, порядку {\displaystyle n^{2}}, їхня енергія зв'язку зменшується обернено пропорційно квадрату {\displaystyle n}, а відстань між сусідніми рівнями обернено пропорційна кубу {\displaystyle n}. Радіус рідбергового атома може досягати 1 мікрона.
Назва таких систем пов'язана з формулою Рідберга.

## Виноски
1. ↑  Gallagher, Thomas F. (1994). Rydberg Atoms. Cambridge University Press. ISBN 0-521-02166-9.